# Makarios Melissenos
Makarios Melissenos (mittelgriechisch Μακάριος Μελισσηνός), geboren als Makarios Melissourgos (mittelgriechisch Μακάριος Μελισσουργός; * unbekannt in Morea; † 1585 in Neapel), war ein griechischer Gelehrter und Metropolitanbischof von Monemvasia. In der Geschichtswissenschaft werden häufig beide Namen des Makarios als Doppelname verwendet (also: Makarios Melissenos-Melissourgos), um den von Makarios selbst betriebenen Namenswechsel kenntlich zu machen. Er ist höchstwahrscheinlich identisch mit der als Pseudo-Sphrantzes bezeichneten Person, die das sogenannte Chronicon Maius erarbeitete und in Umlauf brachte. 

## Leben
Makarios Melissourgos wurde in Morea als Kind einer reichen landbesitzenden Familie geboren, das genaue Geburtsjahr ist allerdings unbekannt. Als Erwachsener wurde er Metropolitanbischof von Monemvasia. Die Stadt gehörte zu den letzten Orten auf dem griechischen Festland, die unter türkische Kontrolle gerieten (ab 1540). In Folge eines gescheiterten Aufstands gegen die osmanische Herrschaft nach der Schlacht von Lepanto war Melissourgos im Jahre 1571 gezwungen zu fliehen. Er ließ sich zunächst in Neapel nieder, scheint sich zeitweise aber auch in Spanien aufgehalten zu haben.
In Neapel begann er als Gelehrter zu arbeiten und verfasste mehrere Schriften, darunter eine Liste der Bischöfe von Monemvasia sowie eine Geschichte und Beschreibung der griechischen Stadt. Neben eigenen Werken brachte er jedoch auch Plagiate und Fälschungen in Umlauf. So scheint er eine ganze Reihe von Chrysobullen der byzantinischen Palaiologen-Kaiser kopiert zu haben, wobei neben authentischen Abschriften darunter auch von ihm selbst erfundene Bullen zu finden sind.
Weiterhin erarbeitete er eine Liste der Mitglieder der griechischen Familie der Melissenoi, die seit dem 9. Jahrhundert immer wieder bedeutende Positionen im Byzantinischen Reich eingenommen hatten und auch mit dem byzantinischen Herrscherhaus der Komnenen verwandt waren. Diese und andere Texte nutzte er zusammen mit seinem Bruder Theodoros, um eine angebliche Verwandtschaft ihrer eigenen Familie mit den Melissenoi zu belegen und Melissourgos als eine griechische Abwandlung des Namens darzustellen. Die Nachkommen von Makarios und Theodoros führten diese Behauptung fort. So entwickelte Makarios Neffe, Nikephoros Melissourgos, sogar ein Wappen, um die Verwandtschaft der Melissourgoi mit den Melissenoi weiter zu plausibilisieren.
Makarios Melissenos starb in Neapel im Jahre 1585.

## Chronicon Maius
Zu den am meisten rezipierten Werken des Makarios Melissourgos gehört das sogenannte Chronicon Maius. Hierbei handelt es sich um eine überarbeitete und erweiterte Fassung der ursprünglich von Georgios Sphrantzes im 15. Jahrhundert verfassten Chronik (das sogenannte Chronicon Minus). Weitere Hinzufügungen im Chronicon Maius sind vermutlich aus Texten der griechischen Historiker George Akropolites und Nikephoros Gregoras entnommen. Vermutlich arbeitete er hierfür mit den ebenfalls im italienischen Exil lebenden Griechen Andreas Darmarios zusammen. Das Werk brachten sie unter Sphrantzes Namen in Umlauf.
Melissourgos fügte ein umfangreiches Kapitel 3 hinzu, in dem ausführlich die Belagerung und Eroberung Konstantinopels 1453 beschrieben ist (im Original ist der entsprechende Abschnitt sehr knapp gehalten). Die hinzugefügten Teile entstammen mit großer Wahrscheinlichkeit einer griechischen Übersetzung des ursprünglich in Latein verfassten Augenzeugenberichts des Leonardo di Chios. Weiterhin nutzte Melissourgos seine Komposition, um die falschen Behauptungen bezüglich seines Nachnamens weiter zu plausibilisieren. So ersetzte er an einer Stelle einen von Sphrantzes genannten Adeligen durch einen fiktiven Vorfahren seiner selbst.